# الصالحية الجديدة
الصالحية الجديدة مدينة مصرية جديدة من مدن الجيل الأول، تقع في محافظة الشرقية، وتتبع إدارياً لهيئة المجتمعات العمرانية الجديدة، أنشأت بقرار رئيس مجلس الوزراء رقم 1237 لسنة 1982. تقع المدينة في محافظة الشرقية شمال شرق مدينة الزقازيق، وغرب محافظة الإسماعيلية على طريق (القصاصين - بورسعيد) على بعد 7 كم شمال ترعة الإسماعيلية, وتبعد عن مدينة القاهرة 110 كم، وعن السويس 90 كم، وعن بورسعيد 90 كم، وعن ميناء دمياط 120 كم، وعن الإسماعيلية 40 كم وعن الزقازيق 50 كم.

## المخطط العام
تعتبر المدينة نواة لمشروع استصلاح 118000 فدان تقع من الصالحية القديمة إلى الإسماعيلية, وكان مخطط لها في عهد الرئيس الراحل جمال عبد الناصر, ولكن حرب 1967 لم تمهل الرئيس جمال عبد الناصر أن ينفذ المشروع بسبب الحرب، وأن المنطقة تدخل في نطاق العمليات العسكرية، وكانت الشركة المنفذة في ذلك الوقت هي شركة المقاولون العرب بإدارة عثمان أحمد عثمان وشركاءه. [بحاجة لمصدر]
محيط المدينة ينقسم إلى قطاعين:-
1. قطاع الصالحية 18500 فدان تم استصلاحهم.
2. قطاع الشباب 38000 فدان تتبعها على الضفة الأخرى من ترعة الإسماعيلية وقد تم استصلاحهم بالكامل. [بحاجة لمصدر]

تنقسم الصالحيه الجديده إلى:
- مناطق سكنية
- مناطق خدمية
- مناطق صناعية
- مناطق سياحية وترفيهية

## الخدمات
تضم المدينة 45 مبنى خدمي تنفذه هيئة المجتمعات العمرانية الجديدة و14 مبنى خدمي ينفذه القطاع الخاص فتحتوي المدينة على:
- مباني تعليمية
- مركز شباب
- وحدات اجتماعية
- مباني إدارية
- مباني صحية
- اسواق تجارية
- مساجد
- مباني عامة
- سنترالات

## المناخ
يظهر الجدول التالي التغييرات المناخية على مدار السنة لالصالحية الجديدة:
| البيانات المناخية لـالصالحية الجديدة     | البيانات المناخية لـالصالحية الجديدة | البيانات المناخية لـالصالحية الجديدة | البيانات المناخية لـالصالحية الجديدة | البيانات المناخية لـالصالحية الجديدة | البيانات المناخية لـالصالحية الجديدة | البيانات المناخية لـالصالحية الجديدة | البيانات المناخية لـالصالحية الجديدة | البيانات المناخية لـالصالحية الجديدة | البيانات المناخية لـالصالحية الجديدة | البيانات المناخية لـالصالحية الجديدة | البيانات المناخية لـالصالحية الجديدة | البيانات المناخية لـالصالحية الجديدة | البيانات المناخية لـالصالحية الجديدة |
| الشهر                                    | يناير                                | فبراير                               | مارس                                 | أبريل                                | مايو                                 | يونيو                                | يوليو                                | أغسطس                                | سبتمبر                               | أكتوبر                               | نوفمبر                               | ديسمبر                               | المعدل السنوي                        |
| ---------------------------------------- | ------------------------------------ | ------------------------------------ | ------------------------------------ | ------------------------------------ | ------------------------------------ | ------------------------------------ | ------------------------------------ | ------------------------------------ | ------------------------------------ | ------------------------------------ | ------------------------------------ | ------------------------------------ | ------------------------------------ |
| متوسط درجة الحرارة الكبرى °م (°ف)        | 18.5 (65.3)                          | 19.8 (67.6)                          | 23 (73)                              | 27 (81)                              | 31.2 (88.2)                          | 33.8 (92.8)                          | 34.4 (93.9)                          | 34.4 (93.9)                          | 32.1 (89.8)                          | 29.5 (85.1)                          | 24.9 (76.8)                          | 20.2 (68.4)                          | 27.4 (81.3)                          |
| المتوسط اليومي °م (°ف)                   | 13.1 (55.6)                          | 14.1 (57.4)                          | 16.7 (62.1)                          | 20.1 (68.2)                          | 23.8 (74.8)                          | 26.6 (79.9)                          | 27.8 (82.0)                          | 28 (82)                              | 25.9 (78.6)                          | 23.5 (74.3)                          | 19.6 (67.3)                          | 14.8 (58.6)                          | 21.2 (70.1)                          |
| متوسط درجة الحرارة الصغرى °م (°ف)        | 7.7 (45.9)                           | 8.4 (47.1)                           | 10.4 (50.7)                          | 13.2 (55.8)                          | 16.5 (61.7)                          | 19.5 (67.1)                          | 21.3 (70.3)                          | 21.6 (70.9)                          | 19.7 (67.5)                          | 17.6 (63.7)                          | 14.3 (57.7)                          | 9.5 (49.1)                           | 15.0 (59.0)                          |
| الهطول مم (إنش)                          | 9 (0.4)                              | 6 (0.2)                              | 6 (0.2)                              | 2 (0.1)                              | 1 (0.0)                              | 0 (0)                                | 0 (0)                                | 0 (0)                                | 0 (0)                                | 3 (0.1)                              | 7 (0.3)                              | 6 (0.2)                              | 40 (1.5)                             |
| المصدر: Climate-Data.org (altitude: 27m) |                                      |                                      |                                      |                                      |                                      |                                      |                                      |                                      |                                      |                                      |                                      |                                      |                                      |